# Charles Callison
Charles Lawrence Callison (Moreno Valley, 17 ottobre 1994) è un cestista statunitense.

## Palmarès
- Coppa di Germania: 1

Mitteldeutscher: 2024-2025